# Edmond Whettnall

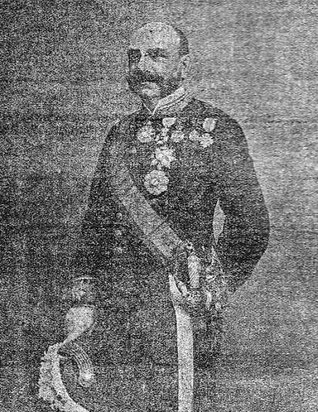
Edmond Whettnall

Baron Edmond Whettnall of Whetnal (Luik, 1 november 1843 - Brussel, 28 maart 1913) was een Belgisch senator.

## Biografie

### Familie
Edmond Whettnall was een zoon van Charles Whettnall (1811-1882) en Françoise Travers de Jever (1812-1895). Hij was een broer van diplomaat Edouard Whettnall. Zijn vader werd in 1851 in de Belgische erfelijke adel opgenomen met de titel van baron, die in 1871 werd uitgebreid tot al zijn nakomelingen.
Hij trouwde in 1866 in Brussel met gravin Nathalie d'Oultremont (1842-1870), dochter van graaf Ferdinand d'Oultremont, kamerheer van koning Willem en prins Frederik. Ze kregen drie dochters, onder wie:
- barones Isabelle Whettnall (1868-1901), trouwde in 1893 in Nieuwerkerken met jhr. Charles Ullens (1854-1908), advocaat, gemeenteraadslid van Schoten, provincieraadslid van Antwerpen en volksvertegenwoordiger, zoon van Herman Ullens, burgemeester van Mortsel, met afstammelingen tot heden.

Hij was een schoonbroer van graaf Émile d'Oultremont, senator en burgemeester van Gondregnies; graaf Adrien d'Oultremont, generaal-majoor en volksvertegenwoordiger; graaf Paul de Borchgrave d'Altena, diplomaat en secretaris en kabinetschef van koning Leopold II, en graaf Raymond Cornet d'Elzius de Peissant, burgemeester van Grimbergen.
De familie is in 1913 in de mannelijke lijn en 1931 in de vrouwelijke lijn uitgestorven. De naam werd in 1928 door nazaten Ullens de Schooten aan hun familienaam toegevoegd.

### Loopbaan
Whettnall behaalde in 1863 zijn kandidaatsexamen in de letteren en wijsbegeerte en in 1864 dat in de rechten, beide aan de Rijksuniversiteit Luik.
Vanaf 1869 was hij gemeenteraadslid en burgemeester van Nieuwerkerken, hetgeen hij bleef tot in 1899. Van 1874 tot 1877 was hij tevens provincieraadslid voor Limburg. 
In 1887 werd hij katholiek senator voor het arrondissement Hasselt ter opvolging van Oscar Coemans. Hij bleef senator tot aan zijn dood en werd opgevolgd door Ferdinand Portmans.